# Liste des musées du Somerset
 (août 2015).
Le contenu est difficilement compréhensible vu les erreurs de traduction, qui sont peut-être dues à l'utilisation d'un logiciel de traduction automatique.
Cette liste des musées du Somerset, Angleterre contient des musées qui sont définis dans ce contexte comme des institutions (y compris des organismes sans but lucratif, des entités gouvernementales et des entreprises privées) qui recueillent et soignent des objets d'intérêt culturel, artistique, scientifique ou historique. leurs collections ou expositions connexes disponibles pour la consultation publique. Sont également inclus les galeries d'art à but non lucratif et les galeries d'art universitaires. Les musées virtuels ne sont pas inclus.

## Musées
| Nom                                                  | Photographie | Ville/City                                      | District                     | Type              | Résume |
| ---------------------------------------------------- | ------------ | ----------------------------------------------- | ---------------------------- | ----------------- | --- |
| American Museum in Britain                           |              | Claverton 51° 22′ 36″ N, 2° 18′ 40″ O           | Bath and North East Somerset | Art               | La maison, conçue par Jeffry Wyatville et construit dans les années 1820, sur le site d'un manoir acheté par Ralph Allen en 1758, est maintenant un bâtiment classé de Grade I. Le musée a été fondé par deux collectionneurs d'antiquités, l'américain Dallas Pratt et le britannique John Judkyn, et a été ouvert au public pour la première fois le 1er juillet 1961. Les expositions couvrent toutes les périodes de l'histoire américaine, mais parce que Judkyn était une société pacifique. Amoureux de Quaker, le musée ne contient pas de militaria. Inclus plus de 200 Courtepointes et couvertures, et plusieurs morceaux de meubles shaker. |
| Ashton Windmill                                      |              | Chapel Allerton 51° 14′ 56″ N, 2° 50′ 25″ O     | Sedgemoor                    | Moulin            | Une tour-moulin datant du XVIIIe siècle, elle a été modernisée en 1900 avec des machines apportées du moulin démoli de Moorlinch et des cerceaux en fer ont été ajoutés autour du bâtiment. Il a été restauré en 1967. L'English Heritage a désigné le moulin comme bâtiment classé de Grade II *. Maintenant conservé, il a été attribué au Bristol City Museum en 1966. Il appartient au Sedgemoor District Council et est entretenu par des bénévoles. En 2010, le Sedgemoor Council a décidé qu'il ne pouvait plus se permettre d'entretenir le moulin à vent et a appelé un groupe de syndics indépendant à assumer la responsabilité du bâtiment. |
| Bakelite Museum                                      |              | Williton 51° 09′ 53″ N, 3° 18′ 31″ O            | Somerset West and Taunton    | Multiple          | Le musée est situé dans Orchard Millhouse, qui a été désigné bâtiment classé de Grade II. Il abrite une collection de plastiques d'époque allant de radios, appareils photo et téléphones à un cercueil en bakélite. |
| Barrington Court                                     |              | Barrington 50° 57′ 45″ N, 2° 52′ 37″ O          | South Somerset               | Maison historique | Manoir Tudor dont la construction a commencé en 1538 et a été achevée à la fin des années 1550, avec une cour stable vernaculaire du XVIIe siècle (1675), ce fut la première maison acquise par le National Trust en 1907 et elle fut louée au colonel Lyle de Tate & Lyle dans les Années 1920 Barrington Court dispose de jardins de style Arts & Crafts pour lesquels la designer de jardins Gertrude Jekyll a fourni des plans de plantation. |
| Bath Abbey Heritage Vaults Museum                    |              | Bath 51° 22′ 53″ N, 2° 21′ 31″ O                | Bath and North East Somerset | Religions         | Situé dans les caves restaurées du XVIIIe siècle, le musée présente des artefacts et des expositions sur l' histoire de l'abbaye de Bath. Les expositions incluent les différents bâtiments sur le site et leurs utilisations, l'impact de l'abbaye sur la communauté, la construction, l'architecture et les sculptures des bâtiments, artefacts et sculptures et le rôle de l'abbaye aujourd’hui. |
| Bath Postal Museum                                   |              | Bath 51° 22′ 53″ N, 2° 21′ 31″ O                | Bath and North East Somerset | Philatélie        | Le musée a été fondé en 1979. En 1984, il a déménagé à Broad Street, où se trouvait le principal bureau de poste de Bath de 1822 à 1854. Il a été désigné comme bâtiment classé au grade II. Les artefacts exposés comprenaient des plumes et des encriers, des boîtes de timbres, des boîtes aux lettres, des Cor postal, des tablettes d'argile, des cartes de bandes, des modèles de Mail coach, des lettres et des cartes postales. Il existe également une réplique du bureau de poste victorien. |
| Bath Royal Literary and Scientific Institution       | –            | Bath 51° 23′ 01″ N, 2° 21′ 49″ O                | Bath and North East Somerset | Multiple          | L'Institution's antiquarian library contient plus de 7 000 volumes et comprend les bibliothèques d'histoire naturelle de Jenyns et Broome. Ses archives contiennent des volumes reliés de lettres d'éminents scientifiques et naturalistes tels que Charles Darwin, le professeur John Stevens Henslow et Sir Joseph Dalton Hooker. Les plus petites collections couvrent la théologie, le gouvernement, les voyages et l'histoire locale. Quatre peintures d'Andrea Casali et une collection de photographies du révérend Francis Lockey (1796–1869) sont également présentées. Il se trouve au 16-18 Queen Square, un édifice néo-grec classé au grade I, conçu par John Pinch the younger en 1830. |
| Beckford's Tower and Museum                          |              | Bath 51° 24′ 24″ N, 2° 22′ 44″ O                | Bath and North East Somerset | Biographie        | La tour Beckford, haute de 37 m a été achevée en 1827. Elle contient une collection de meubles, de peintures et d’œuvres d'art ayant appartenu à l'écrivain, collectionneur et mécène des arts William Beckford. La tour appartient au Bath Preservation Trust et est gérée par le Beckford Tower Trust. Il est disponible à la location en tant que maison de vacances par l’intermédiaire du Landmark Trust, et a été désigné bâtiment classé de Grade I. |
| Bishops Lydeard Mill and Rural Life Museum           |              | Bishops Lydeard 51° 03′ 17″ N, 3° 11′ 08″ O     | Somerset West and Taunton    | Moulin            | Le bâtiment date du XVIIIe siècle. Il a une Roue à aubes et a été désigné comme un bâtiment classé de Grade II. Depuis 2000, le bâtiment a été rénové. Il a été ouvert par le maire de la ville en 2003. La roue hydraulique pèse plus de deux tonnes et est alimentée par l’eau de Back Stream, qui prend sa source dans les Brendon Hills. Le musée se concentre sur les métiers et l'artisanat traditionnels, y compris un magasin de charron, un magasin de tonnelier, un magasin de sellier, un magasin de forgeron et une cuisine victorienne,. |
| Bishop's Palace                                      |              | Wells 51° 12′ 33″ N, 2° 38′ 33″ O               | Mendip                       | Maison historique | Le palais médiéval des évêques de Bath et de Wells a été désigné bâtiment classé. Le bâtiment a été commencé vers 1210 par Mgr Jocelin, évêque de Wells , mais il date principalement de 1230. Il a été restauré, divisé et l'étage supérieur a été ajouté par Benjamin Ferrey entre 1846 et 1854. La chapelle a été construite entre 1275 et 1292 pour l’évêque Robert Burnell. La passerelle sur le fossé date de 1341. Il y a 14 acres (5,7 ha) de jardins, y compris la source St. Andrew's, qui a donné son nom à la ville. |
| Blagdon Lake Pumping Station and Visitor Centre      |              | Blagdon 51° 12′ 33″ N, 2° 38′ 33″ O             | North Somerset               | Technologie       | Le musée comprend des expositions scientifiques et environnementales, des expositions pratiques ainsi qu'une salle destinée à l'association caritative WaterAid. L'un des deux moteurs de faisceau à vapeur fonctionne encore occasionnellement. Dehors, il y a un sentier et un espace pour les pique-niques. En 1984, il a été décidé de préserver les deux moteurs restants et de les incorporer comme caractéristique centrale du centre des visiteurs, y compris un musée situé dans l’ancienne chaufferie qui a ouvert ses portes en 1988 et attire plus de 30 000 visiteurs par an. La station de pompage est maintenant un bâtiment classé Grade II |
| Blake Museum                                         | –            | Bridgwater 51° 07′ 43″ N, 2° 59′ 38″ O          | Sedgemoor                    | Local             | On pense que le bâtiment est le lieu de naissance de Robert Blake (1599-1657). Il a été construit à la fin du XVe ou au début du XVIe siècle et a été désigné comme bâtiment classé de Grade II *. Les caractéristiques particulières du musée, fondé en 1926, sont des artefacts de la vie de Blake, y compris son coffre,. |
| Blue Anchor Railway Museum                           |              | Blue Anchor 51° 10′ 53″ N, 3° 24′ 09″ O         | Somerset West and Taunton    | Rail              | Les bâtiments de la gare ont été restaurés et la salle d'attente de la plate-forme en direction de l'ouest a été transformée en musée du chemin de fer en 1985. Elle a ouvert ses portes en 1986 sous les auspices du West Somerset Railway Trust. La dotation en personnel est assurée par le Friends of Blue Anchor Railway Museum, qui organise également des activités de financement. Le musée contient maintenant environ 550 articles, principalement liés au Great Western Railway ou à d'autres lignes de l'ouest du pays. |
| Bruton Museum                                        | –            | Bruton 51° 06′ 43″ N, 2° 27′ 00″ O              | South Somerset               | Local             | Le musée est situé dans l'immeuble Dovecote, dans la Bruton's High Street,. |
| Castle Cary and District Museum                      |              | Castle Cary 51° 05′ 23″ N, 2° 30′ 51″ O         | South Somerset               | Local             | Le musée est situé dans la Market House, un bâtiment classé Grade II *. Il existe une collection d'objets exposés. les plus anciens sont des fossiles locaux, y compris des ammonites, avec une exposition sur la découverte d'un ichthyosaurus à Alford. L'industrie locale et l'agriculture sont représentées par des expositions sur la production de corde et de chanvre. Il existe également des exemples d'outils agricoles, d'outils et de reliques , accompagnés d'une explication de la géologie locale. Des informations sont également fournies sur le Cary Castle et une salle est consacrée à la vie et au travail du pasteur James Woodforde. |
| Chard Museum                                         |              | Chard 50° 52′ 22″ N, 2° 57′ 31″ O               | South Somerset               | Local             | Installé dans un bâtiment à Toit de chaume du XVIe siècle,. Les objets exposés racontent l'histoire de la ville et de ses environs, notamment la géologie, l'incendie de 1577, la rébellion de Monmouth et les moulins à dentelle locaux. Dehors, il y a une forge et une exposition de machinerie agricole. Il affiche aussi les notables ayant des connexions avec la ville: John Stringfellow et William Samuel Henson qui ont réalisé le premier vol motorisé,, James Gillingham, pionnier du développement des membres artificiels articulés, Le caporal Samuel Vickery qui a reçu la Victoria Cross en 1897 au cours de la campagne de Tirah, et Margaret Bondfield, première femme à avoir été nommée ministre au Royaume-Uni.                                                                                             |
| Cheddar Caves and Gorge                              |              | Cheddar 51° 16′ 57″ N, 2° 45′ 56″ O             | Sedgemoor                    | Archéologie       | Homme de Cheddar Cela inclut le musée de la préhistoire, qui contient des informations sur les grottes et leur développement. Les objets exposés incluent des outils de silex originaux et des restes humains exhumés des grottes. |
| Claverton Pumping Station                            |              | Claverton 51° 22′ 41″ N, 2° 18′ 06″ O           | Bath and North East Somerset | Technologie       | Une station de pompage avec roue hydraulique qui pompe l’eau de la rivière Avon vers le canal Kennet et Avon en utilisant l’énergie de la rivière Avon; Il a été désigné comme un bâtiment classé au grade II et Listed Building. |
| Cleeve Abbey                                         |              | Washford 51° 09′ 20″ N, 3° 21′ 51″ O            | Somerset West and Taunton    | Religions         | Sur ce site se trouvent les vestiges d'un monastère médiéval fondé à la fin du XIIe siècle, qui a été désigné comme bâtiment classé au grade I, et monument classé. |
| Clevedon Court                                       |              | Clevedon 51° 26′ 27″ N, 2° 50′ 01″ O            | North Somerset               | Maison historique | Exploité par le National Trust, ce manoir du XIVe siècle abrite des collections de verre Nailsea et de poteries Eltonware. Il a été désigné bâtiment classé Grade I. |
| Coleridge Cottage                                    |              | Nether Stowey 51° 09′ 08″ N, 3° 09′ 13″ O       | Sedgemoor                    | Maison historique | Gérée par le National Trust, ce cottage du poète Samuel Taylor Coleridge a été construit au XVIIe siècle. Il a été désigné bâtiment classé Grade II *. |
| Cothay Manor                                         |              | Stawley 50° 58′ 22″ N, 3° 20′ 30″ O             | Somerset West and Taunton    | Maison historique | Manoir médiéval du XVe siècle et ses jardins, construits vers 1480, il est maintenant classé au grade I, et est considéré par beaucoup comme le plus parfait des petits bâtiments classiques et médiévaux d’Angleterre aujourd’hui, classé quatre étoiles dans les England’s Thousand Best Houses. de Simon Jenkins. |
| Crewkerne and District Museum                        | –            | Crewkerne 50° 53′ 07″ N, 2° 47′ 42″ O           | South Somerset               | Local             | Le musée a ouvert ses portes en 2000 dans une vieille maison avec une façade du XVIIIe siècle. Il a été restauré avec l’aide de subventions du Heritage Lottery Fund , du Somerset County Council, du South Somerset District Council et de Crewkerne Town Council. Les expositions portent sur le développement de Crewkerne aux XVIIe et XIXe siècles, en mettant l’accent sur l’ industrie du lin. D'autres collections portent sur l'archéologie locale, les pièces de monnaie et les médailles, les costumes et les textiles, les beaux-arts, la musique, les personnalités, la science et la technologie, l'histoire sociale, les armes et la guerre. |
| Dunster Castle                                       |              | Dunster 51° 10′ 57″ N, 3° 26′ 45″ O             | Somerset West and Taunton    | Maison historique | Exploité par le National Trust, Dunster est un château médiéval remodelé du XIXe siècle. It has been designated as a Grade I listed building. Il a été désigné bâtiment classé Grade I En 2009, il a reçu 134 502 visiteurs. Il abrite la National Plant Collection d’Arbousier. |
| Dunster Museum & Doll Collection                     | –            | Dunster 51° 10′ 57″ N, 3° 26′ 45″ O             | Somerset West and Taunton    | Jouet             | Le musée contient plus de 800 poupées du monde entier. |
| Dunster Working Watermill                            |              | Dunster 51° 10′ 57″ N, 3° 26′ 45″ O             | Somerset West and Taunton    | Moulin            | Ce moulin à eau situé dans l'enceinte du Dunster Castle, construit vers 1780 et remis en état de fonctionnement en 1979, se trouve sur le site d'un moulin mentionné dans le Domesday Book . Il a été désigné bâtiment classé Grade II, et est exploité par le National Trust. |
| East Somerset Railway                                |              | Cranmore 51° 11′ 25″ N, 2° 28′ 48″ O            | Mendip                       | Rail              | Chemin de fer patrimonial et musée, situé dans l’ancienne gare, il contient une cabine téléphonique rouge qui comprend une machine à timbres et une boîte aux lettres (l’une des 50 fabriquées), fabriquées vers 1927. En face du quai, il y a une boîte de signalisation datant de 1904, qui est conforme au modèle standard du Great Western Railway de cette période. |
| Farleigh Hungerford Castle                           |              | Farleigh Hungerford 51° 19′ 02″ N, 2° 17′ 05″ O | Bath and North East Somerset | Maison historique | Construit vers 1370, il a été désigné bâtiment classé Grade I et Scheduled Ancient Monument. Il est exploité par English Heritage. Une maison de prêtre médiéval, une chapelle et une maison de château demeurent. |
| Fashion Museum                                       |              | Bath 51° 23′ 10″ N, 2° 21′ 45″ O                | Bath and North East Somerset | Textile           | Anciennement connu sous le nom de Museum of Costume, il est installé dans les Assembly Rooms. La collection a été créée par Doris Langley Moore, qui a donné sa collection à la ville de Bath en 1963. Elle se concentre sur les vêtements à la mode pour hommes, femmes et enfants de la fin du XVIe siècle à nos jours et compte plus de 30 000 objets dans sa collection. Chaque année depuis sa création en 1963, un expert de la mode indépendant a été invité à choisir une robe pour son entrée dans cette partie de la collection. Les designers dont le travail est représenté sont Mary Quant, John Bates, Ossie Clark, Jean Muir, Giorgio Armani, John Galliano, Ralph Lauren, Alexander McQueen, Donatella Versace et Alber Elbaz.                                                                                    |
| Fleet Air Arm Museum                                 |              | RNAS Yeovilton 51° 00′ 49″ N, 2° 38′ 41″ O      | South Somerset               | Aviation          | Le musée possède une vaste collection d’avions civils et militaires, ainsi que des modèles de navires de la Royal Navy, notamment des porte-avions. Il y a quelques affichages interactifs. Il est situé près du RNAS Yeovilton et le musée dispose de zones de visualisation permettant aux visiteurs de regarder des avions militaires (en particulier des hélicoptères) décoller et atterrir. La collection du musée comprend 94 avions. |
| Frome Museum                                         |              | Frome 51° 13′ 58″ N, 2° 19′ 09″ O               | Mendip                       | Local             | Collection d'histoire locale, ce musée possède une collection particulièrement importante d'objets de la fonderie de bronze de JW Singer. Un présentoir est consacré aux Butler and Tanner printing, y compris une ancienne presse à imprimer. Un autre écran présente des photographies, des schémas, des plans et des outils de James Fussell's de Ironworks de Mells. D'autres expositions présentent des articles de Bussman Cooper (plus tard Beswicks), de la pompe à incendie Marston House, de la forge locale, d'une boutique de pharmacie à Bath Street et d'une collection de costumes victoriens et plus récents. Le bâtiment de Style italianisant a été construit comme un institut littéraire et scientifique en 1865. Il s'agit d'un bâtiment classé Grade II.                                                    |
| Fyne Court                                           |              | Broomfield 51° 04′ 50″ N, 3° 06′ 51″ O          | Sedgemoor                    | Maison historique | Une propriété du National Trust réserve naturelle et centre d' accueil, Cour Fyne appartenait à l'électricien d'avant-garde du XIXe siècle Andrew Crosse, dont la famille était propriétaire de la maison depuis sa construction. Elle a brûlé en 1898. Fyne Court est la propriété du National Trust depuis 1967. Le Quantock Hills Area of Outstanding Natural Beauty Service est situé dans le parc. |
| Gants Mill                                           |              | Pitcombe 51° 06′ 23″ N, 2° 28′ 01″ O            | South Somerset               | Moulin            | Une grande partie du moulin actuelle a été construite en 1810, mais elle comprend des parties de l'édifice du XVIIIe siècle et peut-être des matériaux provenant d'usines antérieures. C'est un bâtiment classé Grade II *,. La plupart des machines, y compris les meules, les convoyeurs, les treuils à sacs et les silos à grains, datent de 1888 et sont toujours utilisées pour moudre des aliments pour animaux et occasionnellement de la farine de blé entier. Le South Somerset Hydropower Group a été mis sur pied en 2001 et la première turbine de Gants Mill a été mise en service en 2003,. Le jardin aquatique comprend des expositions saisonnières d’iris, de roses, de delphiniums, de lis, de clématites, et de dahlias.                                                                                       |
| Glastonbury Abbey                                    |              | Glastonbury 51° 08′ 44″ N, 2° 42′ 52″ O         | Mendip                       | Vivant            | Il y a des portraits de moines, femmes de chambre, pèlerins et cour du roi Arthur du XIVe siècle, ainsi que des expositions sur l'histoire et les objets de l'abbaye. Les ruines de la grande église, ainsi que la chapelle de la Vierge, ont classé Grade I statut, et sont situés dans 36 acres (150 000 m2) d'un parc ouvert au public. Le portail de l'abbaye, construit au milieu du XIVe siècle et entièrement restauré en 1810. |
| Glastonbury Lake Village Museum                      |              | Glastonbury 51° 08′ 46″ N, 2° 42′ 35″ O         | Mendip                       | Archéologie       | Le tribunal a été construit au XVe siècle pour servir de maison de commerçant. Il a été désigné comme bâtiment classé au grade I. Il abrite aujourd'hui le Glastonbury Lake Village Museum, contenant l' âge du fer biens et œuvres d'art du Glastonbury Lake Village, qui ont été conservés dans un état presque parfait dans la tourbe après le village a été abandonné. Le musée est géré par la Glastonbury Antiquarian Society,. |
| Haynes International Motor Museum                    |              | Sparkford 51° 02′ 08″ N, 2° 33′ 56″ O           | South Somerset               | Automobile        | Le musée contient plus de 400 voitures et motos et une collection d'autres automobiles. Le musée, qui a été créé en 1985, est un organisme de bienfaisance pour l' éducation, présidé par John Haynes OBE , de Haynes Publishing Group, la société qui publie les Manuels Haynes. |
| Helicopter Museum                                    |              | Weston-super-Mare 51° 20′ 22″ N, 2° 55′ 49″ O   | North Somerset               | Aviation          | Le musée abrite une collection de plus de 80 hélicoptères et Autogire du monde entier, civils et militaires, en particulier de l' Union soviétique et du bloc de l'Est . Les exemples incluent le Kamov Ka-26 Hoodlum et le Mi-24 Hind, ainsi que des machines plus modernes telles que le EH-101. |
| Herschel Museum of Astronomy                         |              | Bath 51° 22′ 57″ N, 2° 22′ 00″ O                | Bath and North East Somerset | Science           | Le musée est consacré à la vie et aux œuvres de l'astronome William Herschel et de sa sœur Caroline Herschel. Il est situé dans l'ancienne maison des Herschels, qui a été classée dans la catégorie des bâtiments classés Grade II *. De nombreux artefacts astronomiques et musicaux sont exposés, y compris une réplique du télescope avec lequel Herschel a découvert Uranus et une reproduction à grande échelle d'un micromètre à lampe. |
| Holburne Museum of Art                               |              | Bath 51° 23′ 09″ N, 2° 21′ 04″ O                | Bath and North East Somerset | Art               | Faisant partie de l'Université de Bath, le bâtiment a été conçu à l'origine sous le nom de Sydney Hotel et a été construit par Charles Harcourt Masters en 1795-1776. Il a été désigné comme bâtiment classé au grade I. Il abrite la collection d'art formé par Sir William Holburne, y compris le Vermeil, ancien maître des peintures, bronzes italien comme le Susini jadis appartenu au roi Louis XIV, majolique, porcelaine, verre, meubles et portraits miniatures. Celles-ci ont été complétées par des exemples de paysages de Francesco Guardi et J. M. W. Turner et des portraits de George Stubbs, Allan Ramsay, Johann Zoffany et Thomas Gainsborough. |
| Ilchester Museum                                     | –            | Ilchester 51° 00′ 06″ N, 2° 41′ 02″ O           | South Somerset               | Local             | Le musée est situé à Ilchester Town Hall, qui est un bâtiment classé au grade II. Il contient des expositions montrant l'histoire de la ville de l' âge du fer, durant l'époque romaine, quand la ville était connu comme Lindinis, jusqu'à nos jours. Ils comprennent la Masse est le Staff of office datant du XIIIe siècle, portant les insignes de Richard Ier , qui est le plus ancien Staff of office en Angleterre. La collection comprend également un ensemble complet de Maundy, acquise en 1995. |
| Jane Austen Centre                                   |              | Bath 51° 23′ 06″ N, 2° 21′ 48″ O                | Bath and North East Somerset | Biographie        | Le musée se concentre sur la famille de l'auteur Jane Austen et sa vie à Bath. |
| King John's Hunting Lodge                            |              | Axbridge 51° 17′ 14″ N, 2° 49′ 07″ O            | Sedgemoor                    | Maison historique | Exploité par le National Trust, il s'agit d'une ancienne maison colombages de marchand de laine avec des expositions sur l'histoire locale. Il est géré comme un musée d'histoire locale par Axbridge and District Museum Trust, en collaboration avec Sedgemoor District Council, Somerset County Museums Service et Axbridge Archaeological et la Local History Society, le bâtiment est classé Grade II * bâtiment classé. |
| Lambretta Scooter Museum                             | –            | Weston-super-Mare 51° 20′ 55″ N, 2° 58′ 12″ O   | North Somerset               | Transport         | Le musée abrite un total de 61 modèles Lambretta - au moins un par an, entre octobre 1947 et mai 1971. La collection privée comprend trois modèles "A", produits pour la première fois en 1947, à trois roues Lambro, les cyclomoteurs Lambretta. Dépliants publicitaires, accessoires, affiches, magazines, manuels, jouets, modèles, enseignes et matériel promotionnel. Le musée a rouvert ses portes le 9 août 2008, après des travaux de rénovation et d'exposition. |
| Langport and River Parrett Visitor Centre            | –            | Langport 51° 02′ 06″ N, 2° 50′ 09″ O            | South Somerset               | Local             | Situé près du pont Bow, sur la rivière Parrett, le centre des visiteurs de Langport propose des expositions et des expositions relatives à l'histoire locale, à l'industrie et à l'histoire naturelle de la rivière. Il est également un point central d'information sur le River Parrett Trail,, un sentier longue distance , suivant le tracé de la rivière Parrett. Le sentier, qui fait 80 km de long, va de Chedington dans le Dorset à l’embouchure de la rivière dans la Bridgwater Bay, où il rejoint le West Somerset Coast Path. |
| Lytes Cary Manor                                     |              | Charlton Mackrell 51° 02′ 09″ N, 2° 40′ 04″ O   | South Somerset               | Maison historique | La propriété, qui appartient au National Trust, a des parties datant du XIVe siècle, avec d’autres parties des XVe, XVIe, XVIIIe et XXe siècles. La maison est classée en grade I. La chapelle est antérieure à la maison existante et a fonctionné comme une chapelle de chantry, où des messes pourraient être dites pour les âmes de la famille, vivantes ou mortes. Les jardins sont classés en grade II sur le registre du patrimoine anglais des parcs et jardins d'intérêt historique particulier en Angleterre. |
| Market House Museum                                  |              | Watchet 51° 10′ 46″ N, 3° 19′ 27″ O             | Somerset West and Taunton    | Local             | Le bâtiment a été construit en 1820 sur l'emplacement de l'ancien marché, qui avait été démoli en 1805. Il a été transformé en musée en 1979. Il s'agit d'un bâtiment classé au grade II, abritant une collection d'expositions sur la nature. histoire de Watchet et de ses environs. L'accent est mis sur l'histoire nautique et maritime du port. La collection du musée comprend des objets provenant de l'archéologie, des pièces de monnaie et des médailles, des transports terrestres et maritimes, des sciences naturelles, des sciences et techniques et de l'histoire sociale. |
| Montacute House                                      |              | Montacute 50° 57′ 09″ N, 2° 42′ 58″ O           | South Somerset               | Maison historique | Géré par le National Trust, le musée comprend un manoir élisabéthain avec des meubles et des textiles du XVIe siècle, une longue galerie avec plus de 60 portraits Tudor et élisabéthains de la collection de la National Portrait Gallery. Il a été désigné comme bâtiment classé Grade I et Scheduled Ancient Monument et a été visité par 110 529 personnes en 2009. |
| Montacute TV Radio Toy Museum                        | –            | Montacute 50° 56′ 57″ N, 2° 42′ 54″ O           | South Somerset               | Media             | Le musée possède une collection de jouets, de jeux et de puzzles liés aux programmes de radio et de télévision. Il existe également plus de 500 radios allant des appareils sans fil d'époque aux transistors, aux radiogrammes et aux téléviseurs. |
| Muchelney Abbey                                      |              | Muchelney 51° 01′ 00″ N, 2° 49′ 13″ O           | South Somerset               | Religions         | Exploité par English Heritage, il comprend les vestiges et les fondations d'une abbaye bénédictine médiévale, le site d'une ancienne abbaye anglo-saxonne, et une ancienne maison tudor datant du XVIe siècle, qui était autrefois le logement de l'abbé résidant,. |
| Museum of Bath Architecture                          | –            | Bath 51° 22′ 46″ N, 2° 21′ 36″ O                | Bath and North East Somerset | Histoire          | La collection contient des modèles architecturaux, des cartes, des peintures et des reconstructions montrant comment une maison géorgienne typique a été construite. |
| Museum of Bath at Work                               |              | Bath 51° 23′ 20″ N, 2° 21′ 46″ O                | Bath and North East Somerset | Local             | Ce musée a été créé en 1978 pour présenter le développement commercial de Bath au cours des 2 000 dernières années. La principale exposition est la reconstruction d'une entreprise d'ingénierie et de fabrication d'eau minérale créée par l'entrepreneur victorien Jonathan Bowler en 1864. Les expositions du musée, réparties sur quatre étages, couvrent également l'histoire locale, y compris l'industrie et les métiers, et détaillent le développement de la ville en tant que commerce de détail et centre de fabrication, et en tant que station touristique et de santé |
| Museum of East Asian Art                             | –            | Bath 51° 22′ 46″ N, 2° 22′ 01″ O                | Bath and North East Somerset | Art               | La maison géorgienne restaurée contient une collection de céramiques, jades, bronzes et sculptures de bambou de Chine, du Japon, de Corée et du Sud-Est asiatique. Au total, il y a près de 2 000 objets, dont la date va de c. 5 000 ans avant notre ère à aujourd’hui,. |
| Museum of Somerset                                   |              | Taunton 51° 01′ 09″ N, 3° 06′ 00″ O             | Somerset West and Taunton    | Multiple          | Situé dans le Taunton Castle, le musée contient une collection de jouets et de poupées, des sculptures, Histoire naturelle, des fossiles, de l' argent fin et des poteries, ainsi qu'une collection d' objets archéologiques, y compris la mosaïque trouvée à la villa romaine de Low Ham. L’une des pièces exposées est l’ amulette Chi-Rho trouvée à Shepton Mallet, considérée comme l’un des premiers témoignages du christianisme en Angleterre,. En octobre 2007, des projets d’amélioration du musée et du château de 6,5 millions de livres ont été soumis par le Somerset County Council au Heritage Lottery Fund. Le musée a été fermé au public le 18 avril 2008 pour une rénovation de deux ans. Il est prévu de le rouvrir en 2011 sous le nom de Museum of Somerset.                                                |
| No. 1 Royal Crescent                                 |              | Bath 51° 23′ 12″ N, 2° 22′ 02″ O                | Bath and North East Somerset | Maison historique | Le numéro 1 du Royal Crescent a été construit entre 1767 et 1774 par John Wood the Younger. Il s’agit maintenant d’un musée, géré par le Bath Preservation Trust, illustrant comment de riches propriétaires de la période géorgienne auraient pu aménager une telle maison. Il a été acheté en 1967 par le major Bernard Cayzer et remis à la fiducie avec des fonds pour le restaurer et le meubler. |
| Porlock Museum                                       |              | Porlock 51° 12′ 32″ N, 3° 35′ 44″ O             | Somerset West and Taunton    | Local             | Le bâtiment a été construit comme manoir Dovery à la fin du XVe siècle et agrandi au XVIIe siècle. En 1895, Edmund Buckle restaura le bâtiment pour Sir Charles Chadwyck-Healey. C'est un bâtiment classé Grade II *. Le musée possède une collection d’objets, de photographies, de coupures de presse, de peintures et de présentoirs d’intérêt local, concernant en particulier Porlock Hill sur l’A39. À l'arrière du bâtiment, un jardin d'herbes aromatiques est en cours de restauration. Des plantes cultivées à des fins médicinales et culinaires lors de la construction du manoir |
| Priest's House                                       |              | Muchelney 51° 01′ 16″ N, 2° 48′ 55″ O           | South Somerset               | Religions         | Maintenant gérée par le National Trust, cette maison a été construite pour le curé de la paroisse de Muchelney Abbey en 1308. Elle comprend une porte gothique, des fenêtres à entrelacs et une cheminée du XVe siècle. Le bâtiment aurait été en ruine vers 1608. Le vicaire l'utilisa jusque vers 1840, date à laquelle la maison servit de cave et plus tard d'école. À la fin du XIXe siècle, elle fut louée par un fermier. Le bâtiment a été acquis par le British National Trust en 1911, qui le loue à un locataire qui offre un accès limité au public. Il a été désigné bâtiment classé Grade II,. |
| Radstock Museum                                      |              | Radstock 51° 17′ 37″ N, 2° 26′ 55″ O            | Bath and North East Somerset | Multiple          | De nombreuses expositions ont trait au Somerset Coalfield et à la géologie, aujourd'hui désaffectés. D'autres expositions présentent des aspects de l'histoire locale, notamment l'école et les magasins, ainsi que des industries telles que l' agriculture, une forge et un atelier de menuiserie. Des artefacts et des souvenirs du Somerset Coal Canal du Somerset and Dorset et de la Great Western Railway sont également exposés. Il y a aussi une salle de classe victorienne et des expositions sur John Wesley et Horatio Nelson Ward. Le musée se trouve dans la Victorian Market Hall restaurée et convertie, un bâtiment classé au grade II. |
| Roman Baths                                          |              | Bath 51° 22′ 51″ N, 2° 21′ 34″ O                | Bath and North East Somerset | Archéologie       | C'est un site romain bien conservé pour les bains publics. Les thermes romains eux-mêmes sont situés au-dessous du niveau de la rue moderne. Il y a quatre caractéristiques principales: la source sacrée, le temple romain, la maison romaine de bains et le musée, qui contient des trouvailles de bains romains. Les bâtiments situés au-dessus du niveau de la rue datent du XIXe siècle. |
| Sally Lunn's House                                   |              | Bath 51° 22′ 53″ N, 2° 21′ 36″ O                | Bath and North East Somerset | Maison historique | Cette maison de thé et de restauration, avec une cuisine est la maison du XVIIe siècle et est à l'origine du Sally Lunn bun. |
| Shoe Museum                                          |              | Street 51° 07′ 44″ N, 2° 44′ 22″ O              | Mendip                       | Industrie         | Le musée retrace l'histoire du fabricant de chaussures C. & J. Clark et expose des chaussures de l'époque romaine à nos jours. Il y a également un affichage des machines utilisées dans la production de chaussures, une sélection d'affichage des vitrines des années 1930, 1950 et 1960, et publicités télévisées. |
| Somerset and Dorset Railway Heritage Centre          |              | Midsomer Norton 51° 16′ 52″ N, 2° 29′ 00″ O     | Bath and North East Somerset | Rail              | Basé à la gare ferroviaire de Midsomer Norton, le site comprend des bâtiments de gare restaurés, une boîte à signaux et un hangar à marchandises. Le musée est situé dans une ancienne écurie. Il a près d'un quart de mille de chemin de fer et une locomotive diesel. |
| Somerset and Dorset Railway Trust Museum             |              | Washford 51° 09′ 42″ N, 3° 22′ 05″ O            | Somerset West and Taunton    | Rail              | Le musée contient des reliques du Somerset and Dorset Joint Railway (S&DJR), notamment des panneaux de noms de stations, des lampes, des outils, du matériel de signalisation, des billets, des photographies, des prospectus, du matériel roulant et des locomotives à vapeur. Le Trust's Peckett and Sons 0-4-0ST No. 1788 "Kilmersdon" est normalement basé ici. À côté du bâtiment de la station en pierre de 1874 est un bâtiment en bois beaucoup plus petit, qui était à l' origine du Great Western Railway de Poste d'aiguillage. Cette structure abrite maintenant une reconstitution de l'intérieur de la boîte de signalisation S&DJR à Midford. Un second boîtier de signalisation est utilisé dans le cadre d’un affichage de signalisation dans la cour et était utilisé auparavant sur le S&DJR à Burnham-on-Sea. |
| Somerset Brick and Tile Museum                       |              | Bridgwater 51° 07′ 43″ N, 2° 59′ 38″ O          | Sedgemoor                    | Industrie         | Le musée est consacré à l'industrie de la brique et du carrelage du Somerset. Il incorpore le dernier "four à pinacle" de Bridgwater, qui date du XIXe siècle, et qui a été désigné Scheduled Ancient Monument et bâtiment classé au grade II *. Le four était l’un des six de l’ancien Barham Brothers' Yard at East Quay. Son dernier tir a eu lieu en 1965, l'année de la fermeture des travaux. Les outils, méthodes et processus impliqués dans la fabrication de briques, de tuiles et de plaques de terre cuite sont illustrés à l’intérieur. |
| Somerset Cricket Museum                              |              | Taunton 51° 01′ 08″ N, 3° 05′ 56″ O             | Somerset West and Taunton    | Sports            | Le bâtiment, qui se trouve dans les limites du County Ground, est l’ancienne grange du prieuré, un bâtiment classé Grade II *. C’est le seul bâtiment du prieuré augustinien de Taunton qui a été fondé vers 1115,. En 1989, le musée a été ouvert au public, avec des expositions et des expositions couvrant l’histoire du club de cricket, notamment: Des joueurs de Test match tels que Ian Botham et Marcus Trescothick. Il a également une section consacrée à l'Équipe d'Angleterre féminine de cricket, et une collection de souvenirs de I Zingari. |
| Somerset Military Museum                             |              | Taunton 51° 01′ 09″ N, 3° 06′ 00″ O             | Somerset West and Taunton    | Militaire         | Il présente l'histoire et les souvenirs de plusieurs régiments de la région et se trouve dans le Museum of Somerset au Taunton Castle. Le musée comprend des médailles, des uniformes et d' autres objets historiques liés aux régiments locaux: Somerset Light Infantry (Prince Albert's), Somerset and Cornwall Light Infantry, West Somerset Yeomanry, North Somerset Yeomanry, Somerset Militia, Rifle Volunteers and Territorials, The Light Infantry et son régiment successeur, The Rifles. |
| Somerset Rural Life Museum                           |              | Glastonbury 51° 08′ 55″ N, 2° 42′ 50″ O         | Mendip                       | Rural             | Musée de l'histoire sociale et agricole du Somerset, aménagé dans des bâtiments entourant une grange du XIVe siècle, qui appartenait autrefois à l'abbaye de Glastonbury, et qui servait autrefois de grange à dîmes. Il a été désigné comme bâtiment classé au grade I et est un Scheduled Ancient Monument. La grange et la cour contiennent des expositions de machines agricoles de l'époque victorienne ou du début du XXe siècle. |
| Stembridge Tower Mill                                |              | High Ham 51° 04′ 35″ N, 2° 49′ 13″ O            | South Somerset               | Moulin            | Géré par le National Trust, il s’agit du dernier moulin à vent en toit de chaume en Angleterre et du dernier survivant de cinq moulins à vent qui existaient jadis dans la région. Construit en 1822, le moulin a été désigné bâtiment classé Grade II *. Le moulin appartient au National Trust et a été restaurée par des artisans locaux pour un montant de 100 000 £, financée par le Grantscape Community Heritage Fund en 2009; il a rouvert plus tard cette année. |
| Treasurer's House                                    | –            | Martock 51° 01′ 16″ N, 2° 48′ 55″ O             | South Somerset               | Maison historique | Géré par le National Trust, il s'agit d'une maison de prêtre médiéval construite à Hamstone au XIIIe siècle et diversement agrandie et modifiée depuis. La Grande Salle a été achevée en 1293, mais il existe un bloc solaire encore plus ancien avec une peinture murale intéressante. Il a été désigné bâtiment classé. de Grade I. |
| Tropiquaria                                          |              | Watchet 51° 09′ 36″ N, 3° 20′ 54″ O             | Somerset West and Taunton    | Multiple          | Tropiquaria comprend une salle tropicale avec une variété de serpents et de lézards, de caïmans et de petits carnivores tels que la mangouste naine. Sont en dehors des aras, des agoutis, gibbons, Wallaby, émeus, tapir, lémurs catta, vari et suricates. Le bâtiment était un hall émetteur art deco de la BBC construit dans les années 1930 Il comprend un musée avec des radios et des souvenirs radio. |
| Tyntesfield                                          |              | Wraxall 51° 26′ 25″ N, 2° 42′ 49″ O             | Somerset du Nord             | Maison historique | Le domaine, qui appartient et est exploité par le National Trust, comprend les jardins de la maison de style néo-gothique victorien . La maison est construite en pierre de Bath, comprend l'aile des domestiques et la chapelle. Il a été désigné bâtiment classé de catégorie II * en 1973 et a depuis été transformé en classe I. Les salles principales comprennent la bibliothèque, le salon, la salle de billard et la salle à manger . |
| Victoria Art Gallery                                 |              | Bath 51° 22′ 46″ N, 2° 22′ 01″ O                | Bath and North East Somerset | Art               | C'est un musée d'art gratuit contenant des peintures, des sculptures et des arts décoratifs. Le bâtiment a été conçu en 1897 par John McKean Brydon et a été désigné bâtiment classé Grade II. L'extérieur du bâtiment comprend une statue de la reine Victoria, de A. C. Lucchesi, et des frises de personnages classiques de G. A. Lawson. Le musée contient plus de 1 500 trésors d'arts décoratifs, y compris une exposition de peintures à l'huile britanniques du XVIIe siècle à nos jours, telles que des œuvres de Thomas Gainsborough, Thomas Jones Barker et Walter Sickert. |
| Watchet Boat Museum                                  |              | Watchet 51° 10′ 46″ N, 3° 19′ 27″ O             | Somerset West and Taunton    | Maritime          | Le musée est installé dans un ancien hangar victorien, construit en 1862, à côté de la gare de Watchet sur le West Somerset Railway. Les objets exposés comprennent plusieurs types de bateaux trouvés localement, ainsi que des artefacts, des photographies et des diagrammes, ainsi que des filets et autres objets Il y a aussi un exemple de mudhorse, une luge en bois qui est propulsée à travers les vasières pour collecter le poisson dans les filets. Le musée est spécialisé dans le Flatner à faible tirant d' eau, un petit bateau à deux embouts sans quille, autrefois répandu dans Bridgwater Bay et les zones côtières adjacentes. |
| Wellington Museum                                    | –            | Wellington 50° 58′ 32″ N, 3° 13′ 27″ O          | Somerset West and Taunton    | Local             | Ce musée gratuit se concentre sur les entreprises et les personnes qui sont ou étaient basées à Wellington, en particulier celles liées à l'industrie de la laine. Il y a également des expositions sur le Duc de Wellington et son association avec la ville. |
| Wells and Mendip Museum                              |              | Wells 51° 12′ 39″ N, 2° 38′ 40″ O               | Mendip                       | Local             | Le musée est situé dans l'ancienne maison des chanceliers, qui daterez du XVe siècle. Il a été désigné bâtiment classé Grade II. La salle Balch abrite des expositions de géologie et de fossiles recueillis dans les collines de Mendip, dont beaucoup datent de l' âge de pierre et de l' âge du fer. D'autres objets exposés incluent des lingots de plomb de la Grande-Bretagne romaine , une statuaire de la cathédrale de Wells et une collection d' échantillonneurs du XVIIIe siècle. |
| West Somerset Rural Life Museum and Victorian School |              | Allerford 51° 12′ 42″ N, 3° 34′ 10″ O           | Somerset West and Taunton    | Rural             | Le bâtiment a été construit en 1821 comme école de village et a été fermé en 1981. Il est maintenant loué au National Trust. En 1983, il a été ouvert en tant que musée par un charitable trust, proposant des expositions d'objets provenant de West Somerset, notamment de la cuisine, de la blanchisserie, des outils pour les commerçants et du matériel agricole. Une pièce du bâtiment a été conservée comme salle de classe victorienne, où les enfants peuvent s'habiller avec les vêtements et les bureaux d'origine et écrire sur des ardoises. |
| West Somerset Railway                                |              | Bishops Lydeard 51° 03′ 15″ N, 3° 11′ 36″ O     | Somerset West and Taunton    | Rail              | Un chemin de fer du patrimoine avec des expositions à la gare de Bishops Lydeard. Sur la plate-forme d'origine, l'ancien hangar à marchandises a été restauré et sert de centre d'accueil et de musée. ses artefacts comprennent un wagon-lit Great Western Railway et le tracé du chemin de fer modèle du Taunton Model Railway Club est exposé. |
| Weston-super-Mare Museum                             |              | Weston-super-Mare 51° 20′ 55″ N, 2° 58′ 12″ O   | North Somerset               | Local             | La collection comprend des objets archéologiques, y compris ceux de la Colline fortifiée de l'âge du fer de Worlebury . L’histoire sociale est également abordée, avec une attention particulière pour les industries locales telles que les Poteries royaless, les vacances à la mer, les costumes et la vie domestique. Il existe également une réplique d’une boutique de chimiste du XIXe siècle, ainsi que des expositions qui explorent la vie sur le front intérieur pour les habitants de North Somerset pendant la Seconde Guerre mondiale, allant de raids aériens à des potagers, ainsi que des lieux secrets. armes développées sur l'île de Birnbeck,. |
| Westonzoyland Pumping Station Museum                 |              | Westonzoyland 51° 05′ 28″ N, 2° 56′ 39″ O       | Sedgemoor                    | Technologie       | Le musée est installé dans l'une des premières stations de pompage des Somerset Levels. L'attraction principale est la machine à vapeur et la pompe 1861, la seule encore à son emplacement d'origine et en état de fonctionnement. Le musée présente également un certain nombre de moteurs à vapeur et de pompes, ainsi qu'un court trajet en chemin de fer à voie étroite. La station de pompage a été classée au grade II * et figure dans le English Heritage Heritage at Risk Register. |
| Willows and Wetlands Visitor Centre                  | –            | Stoke St Gregory 51° 02′ 35″ N, 2° 56′ 08″ O    | Somerset West and Taunton    | Industrie         | Le centre propose des visites de plus de 80 hectares (32 ha) de pâtisseries, de verges pour saules et d’ateliers de vannerie, et explique la place du saule dans l’histoire de la vannerie. Il présente des expositions sur la culture, la transformation et la fabrication de paniers, et comprend une salle vidéo décrivant la culture et la fabrication de saules; un musée de la corbeille avec des expositions d'objets traditionnels en saule; Levels and Moors Exhibition décrivant l'histoire de la campagne locale et ses liens avec cette industrie traditionnelle; et une exposition d'interprétation environnementale soulignant l'importance de l'eau dans la définition des Somerset Levels. |
| Wincanton Museum                                     | –            | Wincanton 51° 03′ 24″ N, 2° 24′ 28″ O           | South Somerset               | Local             | Installé dans un chalet de fin XVIIIe ou début XIXe siècle, qui est un bâtiment classé Grade II propriété des Quakers. Le musée possède une collection d'objets, documents, affiches et photographies liés à l'histoire sociale de Wincanton et ses environs. Il existe également une réplique d'une cuisine victorienne et une collection d'outils de ferme des XIXe et XXe siècles. Une salle séparée est consacrée à la Première et à la Seconde Guerre mondiale, lorsque des soldats américains étaient postés dans la ville avant le débarquement du jour J. |
| Woodspring Priory                                    |              | Weston-super-Mare 51° 23′ 27″ N, 2° 56′ 42″ O   | North Somerset               | Religions         | C'est un ancien prieuré augustin fondé au début du XIIIe siècle et dédié à Thomas Becket. Il a été désigné comme bâtiment classé au grade I. Il appartient maintenant au Landmark Trust et est loué comme logement de vacances. Il y a aussi un petit musée sur le site avec des photographies et des informations sur l'histoire du prieuré et sa rénovation par le Landmark Trust. La grange date du XVe siècle, le mur du cloître est, le corps de ferme, le portail, les portes et le bloc de montage, l’ infirmerie et le mur ouest sont également classés bâtiments. |
| Yeovil Railway Centre                                |              | Yeovil 50° 55′ 27″ N, 2° 36′ 46″ O              | South Somerset               | Rail              | Créée en 1993 à la suite de la décision de British Rail de retirer la plaque tournante de Yeovil Junction. Le site contient un grand Halle à marchandises construit dans les années 1860 qui appartient a Great Western Railway, qui a été construit pour faciliter le transfert des marchandises. C'est le dernier hangar restant de ce type et il a été converti en centre d'accueil. Le site comprend également une plaque tournante S.R. et un château d’eau de 15 000 gallons impériaux 68 000 l. |

## Musées fermés
- Exmoor Classic Car Museum, Porlock, collection vendue en 2012[209].
- Museum of South Somerset, Yeovil, fermé en 2011.
- Peat Moors Centre, Westhay - était consacré à l’ archéologie, à l’ histoire et à la géologie des Somerset Levels. Il comprenait également des reconstitutions de certaines des découvertes archéologiques, y compris un certain nombre de maisons rondes de l' âge du fer de Glastonbury Lake Village et de la plus ancienne route la Sweet Track. Le musée a fermé en 2009 et son statut reste incertain[210].
- Wincanton Museum, fermé en 2011.